# 施瓦尔姆-埃德尔县
施瓦尔姆-埃德尔县（德語：Schwalm-Eder-Kreis）是德国黑森州北部卡塞尔行政区的一个县，得名于施瓦爾姆河与埃德尔河，首府埃夫策河畔洪贝格。

## 地理
施瓦尔姆-埃德尔县北面与卡塞尔县，东北面与威拉-迈斯讷县，东面与赫斯费尔德-罗滕堡县，南面与福格尔斯贝格县，西南面与马尔堡-比登科普夫县，西面与瓦尔代克-弗兰肯贝格县相邻。